# Drama Total: La Guardería
Drama Total: La Guardería (Total DramaRama en inglés) es una serie de comedia animada canadiense-estadounidense, en una aparente precuela de la serie original Drama Total y Locos dieciséis, y el segundo spin-off de Drama Total, después de Drama Total Presenta: Carrera Alucinante. Confirmada por Jennifer Pertsch, la serie es creada por Fresh TV Inc., en asociación con Corus Entertainment y Cartoon Network y distribuida por Cake Entertainment. Se estrenó el 1 de septiembre de 2018 en Cartoon Network en los Estados Unidos y en Teletoon en Canadá el 7 de octubre de 2018.
El 13 de febrero de 2019, la serie fue renovada por una segunda temporada.
El 23 de junio de 2020, Corus Entertainment anunció que la serie fue renovada para una tercera temporada, marca para el estrecho en Canadá en 2021.

## Argumento
Algunos de los personajes originales de "Drama Total" van de pequeños a una guardería, y son atendidos por el Chef Hatchet. Mientras que el elenco puede ser diminuto, sus personalidades adolescentes están completamente formados con las voces que conocemos y amamos y cada episodio está lleno de secuencias de sueños, cortes, bromas visuales, confesionarios y flashbacks. Nuestro elenco está listo para escalar las paredes, hackear la computadora de la escuela y haz lo que sea necesario, porque no te confundas ... ¡estos niños pequeños están aquí para jugar!

## Personajes
| Personaje                          | Actor de voz         |
| ---------------------------------- | -------------------- |
| Chef Hatchet                       | Deven Mack           |
| Owen                               | Scott McCord         |
| Courtney                           | Emilie-Claire Barlow |
| Izzy                               | Katie Crown          |
| Noah                               | Cory Doran           |
| Duncan                             | Drew Nelson          |
| Jude Lizowski (de Locos dieciséis) | Christian Potenza    |
| Beth                               | Sarah Gadon          |
| Bridgette                          | Kristin Fairlie      |
| Gwen                               | Lilly Bartlam        |
| Leshawna                           | Bahia Watson         |
| Harold                             | Darren Frost         |
| Cody                               | Wyatt White          |
| Sugar                              | Rochelle Wilson      |
| Lightning                          | Kwaku Adu-Poku       |
| MacArthur                          | Evany Rosen          |

Además, personajes notables y actores de voz han aparecido en la serie:

### Temporada 1
- Nikki Wong, otro personaje de Locos dieciséis ha hecho un cameo no hablado en el ep 2 Jugo arcoíris.
- Megan Fahlenbock repite su papel como Gwen en el ep 14 Fallo de tigre.
- Terry McGurrin también repite su papel de Don, el anfitrión de Drama Total Presenta: Carrera Alucinante, que trabaja como científico en el ep 23 Sabelotodo.
- Geoff hace un breve cameo en una máquina tragamonedas en el ep 29 Princesa gótica.
- Katie, Trent y DJ hacen un cameo en el ep 30 Goma pegajosa.
- Devin, Carrie y Chet hacen un breve cameo en el cómic de Harold en el ep 31 Invasión de los m0c0s ladrones.
- Geoff y Katie hacen un cameo en la playa en el ep 39 Duncan liberado.

### Temporada 2
- Dwayne Hill repite su papel de Josh en los eps 3 y 15 Diente de zombi y Eclipse total de gas.
- Don hace un cameo sin hablar en el ep 6 Ejercitando a los demonios.
- Sunday Muse repite el papel de Ella en el ep 16/17 Primos y rivales.
- Tristan Mammitzch hace el papel de Max también en el ep 16/17 Primos y rivales.
- Chef Hatchet saca una estatua de invencibilidad de Chris McLean en busca de una camisa para Cody en el ep 21 Grody al máximo.
- Laurie de Carrera Alucinante hace un cameo en una foto en el ep 48 Life of Pie.

## Doblaje
| Personaje   | Actor de voz original | Actor de doblaje (Latinoamérica)                                   | Actor de doblaje (España) Versión Catalana |
| ----------- | --------------------- | ------------------------------------------------------------------ | ------------------------------------------ |
| Chef        | Deven Mack            | Roger Eliud López                                                  | Ramón Canals                               |
| Courtney    | Emilie-Claire Barlow  | María Teresa Grazzina                                              | Estel Tort                                 |
| Gwen        | Lilly Bartlam         | María José Estévez (1a temp.) Arelys González (2a temp.- 3a temp.) | Mireia Galí                                |
| Izzy        | Katie Crown           | Navid Cabrera                                                      | Àngels Ribalta                             |
| Noah        | Cory Doran            | Eder La Barrera                                                    | Marc Lobato                                |
| Bridgette   | Kristin Fairlie       | Yojéved Meyer                                                      | Akane Soto                                 |
| Beth        | Sarah Gadon           | Gabriela Belén                                                     | Tania Sánchez                              |
| Harold      | Darren Frost          | Juan Carlos Figueroa                                               | Gerry Núñez                                |
| Owen        | Scott McCord          | Nicolás Daza                                                       | Pepe Òdena                                 |
| Duncan      | Drew Nelson           | Ángel Mujica                                                       | Marcos De la Calle                         |
| Jude        | Christian Potenza     | David D'Urso                                                       | Pol Lobato                                 |
| Leshawna    | Bahia Watson          | Lileana Chacón                                                     | Laura Montero                              |
| Cody        | Wyatt White           | Angie Mallo                                                        | Marcel Mitjans                             |
| MacArthur   | Evany Rosen           | Valentina Toro                                                     | Alba Aluja                                 |
| Santa Claus | Anthony Jackson       | Felipe Guerrero                                                    | Esteban Romero                             |

## Producción
El programa estaba en producción el 19 de diciembre de 2017 bajo el título Total Drama Daycare. Se emitió por primera vez en Cartoon Network en los Estados Unidos el 1 de septiembre de 2018. Jennifer Pertsch reveló en una entrevista con TV Kids que Fresh tomó "11 favoritos del elenco original y rejuvenecidos a 4".
El 13 de febrero de 2019, la serie recibió luz verde para una segunda temporada. El 23 de junio de 2020, Corus Entertainment anunció que la serie se renovó para una tercera temporada, que se estrenará en Canadá a mediados del año 2021. El concursante de La Venganza de la Isla, Lightning, y el concursante de Isla Pahkitew, Sugar, están listos para ser rejuvenecidos para unirse al elenco.

## Episodios
| Temp. | Temp. | Episodios | Fecha de estreno Original | Fecha de estreno Original | Fecha de estreno Estados Unidos | Fecha de estreno Estados Unidos | Fecha de estreno Latinoamérica | Fecha de estreno Latinoamérica |
| Temp. | Temp. | Episodios | Primera emisión           | Última emisión            | Primera emisión                 | Última emisión                  | Primera emisión                | Última emisión                 |
| ----- | ----- | --------- | ------------------------- | ------------------------- | ------------------------------- | ------------------------------- | ------------------------------ | ------------------------------ |
|       | 1     | 52        | 7 de octubre de 2018      | 4 de agosto de 2019       | 1 de septiembre de 2018         | 30 de noviembre de 2019         | 4 de abril de 2019             | 3 de junio de 2020             |
|       | 2     | 52        | 4 de abril de 2020        | 27 de junio de 2020       | 11 de enero de 2020             | 27 de marzo de 2021             | 5 de agosto de 2020            | 15 de septiembre de 2021       |
|       | 3     | 52        | 6 de junio de 2021        | 22 de abril de 2023       | 3 de abril de 2021              | 15 de abril de 2023             | 18 de febrero de 2022          | 14 de julio de 2023            |

## Ratings
| Temporada | Episodios | Primera emisión         | Primera emisión      | Última emisión          | Última emisión       | Audiencia total (millones) |
| Temporada | Episodios | Fecha                   | Audiencia (millones) | Fecha                   | Audiencia (millones) | Audiencia total (millones) |
| --------- | --------- | ----------------------- | -------------------- | ----------------------- | -------------------- | -------------------------- |
| 1         | 51        | 1 de septiembre de 2018 | 0.72                 | 30 de noviembre de 2019 | 0.37                 | 0.61                       |
| 2         | 52        | 11 de enero de 2020     | 0.47                 | TBA                     | TBD                  | 0.35                       |